# 宮の奥停留場
宮の奥停留場（みやのおくていりゅうじょう）は、高知県高知市朝倉にあるとさでん交通伊野線の路面電車停留場である。

## 歴史
宮の奥停留場は1907年（明治40年）、伊野線が鏡川橋停留場から咥内停留場までの区間で延伸開通したのに際して開業した。停留場名は「宮ノ奥」とも表記され、駅名標でも2種類の表記が混在する。

### 年表
- 1907年（明治40年）9月16日：土佐電気鉄道の停留場として開業[1]。
- 2014年（平成26年）10月1日：土佐電気鉄道が高知県交通・土佐電ドリームサービスと経営統合し、とさでん交通が発足[4]。とさでん交通の停留場となる。

## 停留場構造
乗り場は2面あり、東西方向に伸びる単線の軌道を挟み込むように向かい合って配置される（相対式）。軌道の北側にはりまや橋方面行き、南に伊野方面行きの乗り場が置かれているが、伊野方面行きの乗り場は南を並走する県道の路肩に白線が引かれているのみである。

## 停留場周辺
停留場の北、土讃線の線路を越えた先には朝倉古墳がある。
- 朝倉病院
- 宮の奥団地
- 高知県道386号朝倉伊野線（旧国道33号）
- 「宮の奥」バス停留所

## 隣の停留場
とさでん交通
伊野線
朝倉神社前停留場 - 宮の奥停留場 - 咥内停留場